# Lista de presidentes da Carachai-Circássia

Brasão de armas de Carachai-Circássia

A posição de chefe da República de Carachai-Circássia (anteriormente conhecido como presidente da República de Carachai-Circássia) é o mais alto cargo dentro do Governo da República da Carachai-Circássia na Rússia. O líder é eleito pelos cidadãos da Rússia que residem na república e o mandato é de cinco anos. 

## Presidentes
| Nome                             | Imagem | Início do mandato | Fim do mandato |
| -------------------------------- | ------ | ----------------- | -------------- |
| 1 Umar Dzhashuevich Aliyev       |        | 1921              | 1937           |
| 2 Sergey Postovalov              |        | 1937              | 1971           |
| 3 Vsevolod Murakhovsky           |        | 1971              | 2000           |
| 4 Vladimir Magomedovich Semyonov |        | 2000              | 2003           |
| 5 Mustafa Batdyyev               |        | 2003              | 2008           |
| 6 Boris Ebzeyev                  |        | 2008              | 2011           |
| 7 Rashid Temrezov                |        | 2011              | presente       |